# Rhyncholepis
Rhyncholepis es un género extinto de peces birkeniiformes que vivieron en el Silúrico, siendo el único de la familia Rhyncholepididae. Sus fósiles se distribuyen en Estonia y Noruega, se cree que probablemente capturaba presas relativamente grandes además que se descubrió que tenía aletas ventrolaterales lo cual mejoraba su nado.